# Listă de filme de acțiune din 2008
Aceasta este o listă de filme de acțiune din 2008:
| Titlu                                              | Regizor                           | Actori                                                                               | Țară                                                                               | Sub-Gen/Note            |
| -------------------------------------------------- | --------------------------------- | ------------------------------------------------------------------------------------ | ---------------------------------------------------------------------------------- | ----------------------- |
| Babylon A.D.                                       | Mathieu Kassovitz                 | Vin Diesel, Michelle Yeoh, Gérard Depardieu                                          | Franța · Statele Unite ale Americii                                                | Science fiction acțiune |
| Bangkok Dangerous                                  | Oxide Pang Chun, Danny Pang       | Nicolas Cage, Charlie Young, Chakrit Yamnarm                                         | Statele Unite ale Americii                                                         | acțiune thriller        |
| Be a Man! Samurai School                           | Tak Sakaguchi                     | Tak Sakaguchi, Shoei, Shin'taro Yamada                                               | Japonia                                                                            | [ 3 ]                   |
| Beast Stalker                                      | Dante Lam                         | Nicholas Tse, Nick Cheung, Zhang Jingchu                                             | Hong Kong                                                                          | [ 4 ]                   |
| The Chaser                                         | Na Hong-jin                       | Kim Yoon-seok, Ha Jeong-woo, Seo Yeong-heui                                          | Coreea de Sud                                                                      | acțiune thriller        |
| Chocolate                                          | Prachya Pinkaew                   | Yanin Wismitanant, Hiroshi Abe, Ammara Siripong                                      | Thailanda                                                                          | [ 6 ]                   |
| Cicakman 2 - Planet Hitam                          | Yusry Abdul Halim                 | Saiful Apek, Fasha Sandha, Aznil Hj Nawawi                                           | Malaysia                                                                           | Film cu supereroi       |
| Connected                                          | Benny Chan                        | Louis Koo, Barbie Hsu, Liu Ye                                                        | Hong Kong                                                                          | [ 7 ]                   |
| The Dark Knight                                    | Christopher Nolan                 | Christian Bale, Heath Ledger, Aaron Eckhart                                          | Statele Unite ale Americii                                                         | [ 8 ] [ 9 ]             |
| Death Race                                         | Paul W.S. Anderson                | Jason Statham, Tyrese Gibson, Joan Allen                                             | Statele Unite ale Americii                                                         | Science fiction acțiune |
| Doomsday                                           | Neil Marshall                     | Rhona Mitra, Bob Hoskins, Malcolm McDowell                                           | Regatul Unit al Marii Britanii și al Irlandei de Nord                              | [ 11 ]                  |
| Eagle Eye                                          | D.J. Caruso                       | Shia LaBeouf, Michelle Monaghan, Billy Bob Thornton, Rosario Dawson, Michael Chiklis | Statele Unite ale Americii                                                         | Science fiction acțiune |
| An Empress and the Warriors                        | Ching Siu Tung                    | Donnie Yen, Kelly Chen, Leon Lai                                                     | Republica Populară Chineză · Hong Kong                                             | [ 13 ]                  |
| Far Cry                                            | Uwe Boll                          | Til Schweiger, Emmanuelle Vaugier, Craig Fairbrass                                   | Canada                                                                             | [ 14 ]                  |
| The Forbidden Kingdom                              | Rob Minkoff                       | Michael Angarano, Jackie Chan, Jet Li                                                | Statele Unite ale Americii                                                         | [ 15 ]                  |
| Get Smart                                          | Peter Segal                       | Steve Carell, Anne Hathaway, Dwayne Johnson                                          | Statele Unite ale Americii                                                         | acțiune, comedie        |
| Go Fast                                            | Olivier Van Hoofstadt             | Roschdy Zem, Olivier Gourmet, Jean-Michel Fête                                       | Franța                                                                             | [ 17 ]                  |
| Hancock                                            | Peter Berg                        | Will Smith, Charlize Theron, Jason Bateman                                           | Statele Unite ale Americii                                                         | acțiune, comedie        |
| Hard Revenge Milly                                 | Shimako Sato                      |                                                                                      | Japonia                                                                            | [ 19 ]                  |
| Hellboy II: The Golden Army                        | Guillermo Del Toro                | Ron Perlman, Selma Blair, Doug Jones                                                 | Statele Unite ale Americii                                                         | [ 20 ]                  |
| Hell Ride                                          | Larry Bishop                      | Larry Bishop, Dennis Hopper, Michael Madsen, Vinnie Jones                            | Statele Unite ale Americii                                                         | [ 21 ]                  |
| The Hurt Locker                                    | Kathryn Bigelow                   | Jeremy Renner, Anthony Mackie, Brian Geraghty                                        | Statele Unite ale Americii                                                         | acțiune thriller        |
| Ichi                                               | Hiroshi Kuze, Fumihiko Sori       | Haruka Avase, Shidou Nakamura, Yosuke Kubozuka                                       | Japonia                                                                            | [ 23 ]                  |
| Indiana Jones and the Kingdom of the Crystal Skull | Steven Spielberg                  | Harrison Ford, Cate Blanchett, Shia LaBeouf                                          | Statele Unite ale Americii                                                         | [ 24 ]                  |
| The Incredible Hulk                                | Louis Leterrier                   | Edward Norton, Liv Tyler, Tim Roth                                                   | Statele Unite ale Americii                                                         | [ 25 ]                  |
| Les Insoumis                                       | Olivier Dazat, Claude-Michel Rome | Richard Berry, Pascal Elbe, Zabou Breitman                                           | Franța                                                                             | [ 26 ]                  |
| Ip Man                                             | Wilson Yip                        | Donnie Yen, Simon Yam, Hiroyuki Ikeuchi                                              | Hong Kong                                                                          | [ 27 ]                  |
| Iron Man                                           | Jon Favreau                       | Robert Downey, Jr., Terrence Howard, Jeff Bridges                                    | Statele Unite ale Americii                                                         | [ 28 ]                  |
| K-20: Legend of the Mask                           | Shimako Sato                      | Takeshi Kaneshiro, Takako Matsu, Toru Nakamura                                       | Japonia                                                                            | [ 29 ]                  |
| The Machine Girl                                   | Noboru Iguchi                     | Minase Yashiro, Asami Miyajima, Ryōsuke Kawamura                                     | Statele Unite ale Americii · Japonia                                               | [ 30 ]                  |
| Max Payne                                          | John Moore                        | Mark Wahlberg, Mila Kunis, Chris O' Donnell                                          | Statele Unite ale Americii                                                         | [ 31 ]                  |
| Mutant Chronicles                                  | Simon Hunter                      | Thomas Jane, Ron Perlman, John Malkovich                                             | Statele Unite ale Americii                                                         | Science fiction acțiune |
| Never Back Down                                    | Jeff Wadlow                       | Sean Faris, Amber Heard, Djimon Hounsou                                              | Statele Unite ale Americii                                                         | [ 33 ]                  |
| Ong Bak 2                                          | Tony Jaa                          | Tony Jaa, Sorapong Chatri, Sarunyu Wongkrajang                                       | Thailanda                                                                          | [ 34 ]                  |
| Outlander                                          | Howard McCain                     | James Caviezel, Sophia Myles, Ron Perlman                                            | Statele Unite ale Americii                                                         | Science fiction acțiune |
| Pineapple Express                                  | David Gordon Green                | Seth Rogen, James Franco, Gary Cole                                                  | Statele Unite ale Americii                                                         | acțiune, comedie        |
| Punisher: War Zone                                 | Lexi Alexander                    | Ray Stevenson, Dominic West, Julie Benz                                              | Germania · Statele Unite ale Americii                                              | [ 37 ]                  |
| Quantum of Solace                                  | Marc Forster                      | Daniel Craig, Mathieu Amalric, Jesper Christensen                                    | Statele Unite ale Americii · Regatul Unit al Marii Britanii și al Irlandei de Nord | [ 38 ]                  |
| Rambo                                              | Sylvester Stallone                | Sylvester Stallone, Julie Benz, Matthew Marsden                                      | Statele Unite ale Americii                                                         | [ 39 ]                  |
| Redbelt                                            | David Mamet                       | Chiwetel Ejiofor, Emily Mortimer, Alice Braga                                        | Statele Unite ale Americii                                                         | film de arte marțiale   |
| Rough Cut                                          | Jang Hoon                         | Hong Soo-hyeon, Ko Chang-Seok                                                        | Coreea de Sud                                                                      | [ 41 ]                  |
| Shaolin Girl                                       | Katsuyuki Motohiro                |                                                                                      | Japonia                                                                            | film de arte marțiale   |
| Taken                                              | Pierre Morel                      | Liam Neeson, Maggie Grace, Famke Janssen                                             | Franța                                                                             | acțiune thriller        |
| Tokyo Gore Police                                  | Yoshihiro Nishimura               | Itsuji Itao, Camille LaBry, Shôko Nakahara                                           | Japonia · Statele Unite ale Americii                                               | [ 44 ]                  |
| Transporter 3                                      | Olivier Megaton                   | Jason Statham, Natalya Rudakova, François Berléand                                   | Franța                                                                             | [ 45 ]                  |
| Tropic Thunder                                     | Ben Stiller                       | Ben Stiller, Robert Downey Jr, Jack Black, Jay Baruchel, Steve Coogan                | Statele Unite ale Americii                                                         | acțiune, comedie        |
| Wanted                                             | Timur Bekmambetov                 | Angelina Jolie, Morgan Freeman, James McAvoy                                         | Rusia · Statele Unite ale Americii                                                 | [ 47 ]                  |